# Bad Vöslau
Bad Vöslau osztrák város Alsó-Ausztria Badeni járásában. 2022 januárjában 12 424 lakosa volt. A Thermenlinie régió része, termálvizéről ismert.

## Elhelyezkedése

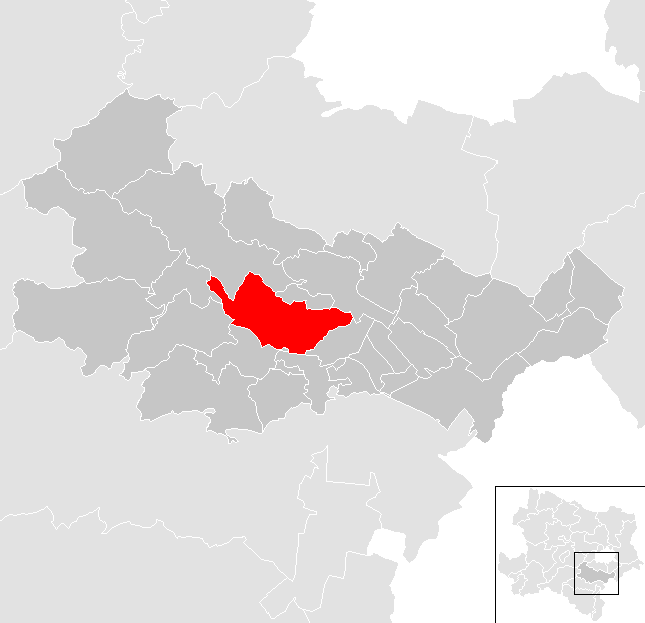
Bad Vöslau a Badeni járásban

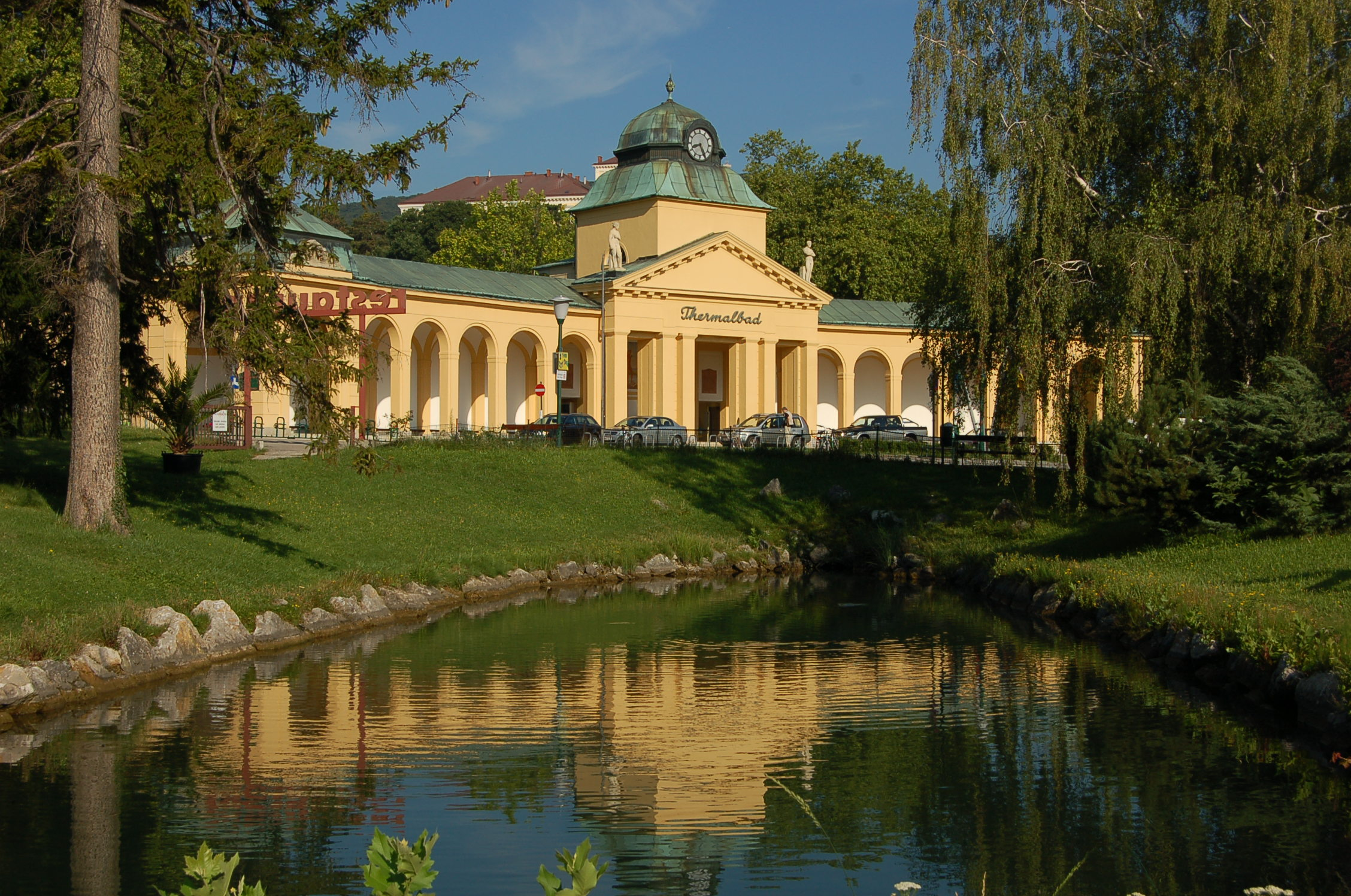
A vöslaui termálfürdő

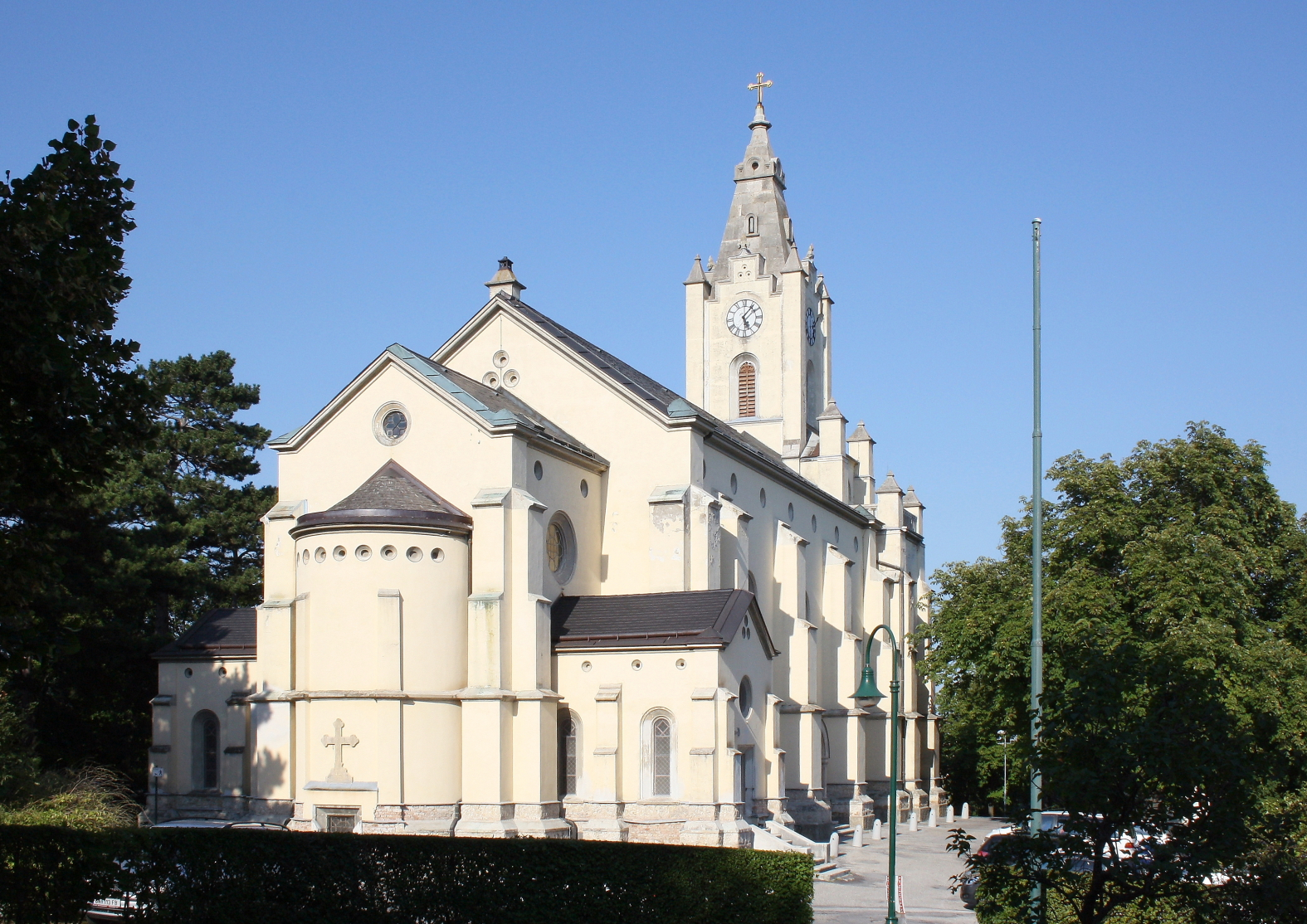
A Szt. Jakab-plébániatemplom

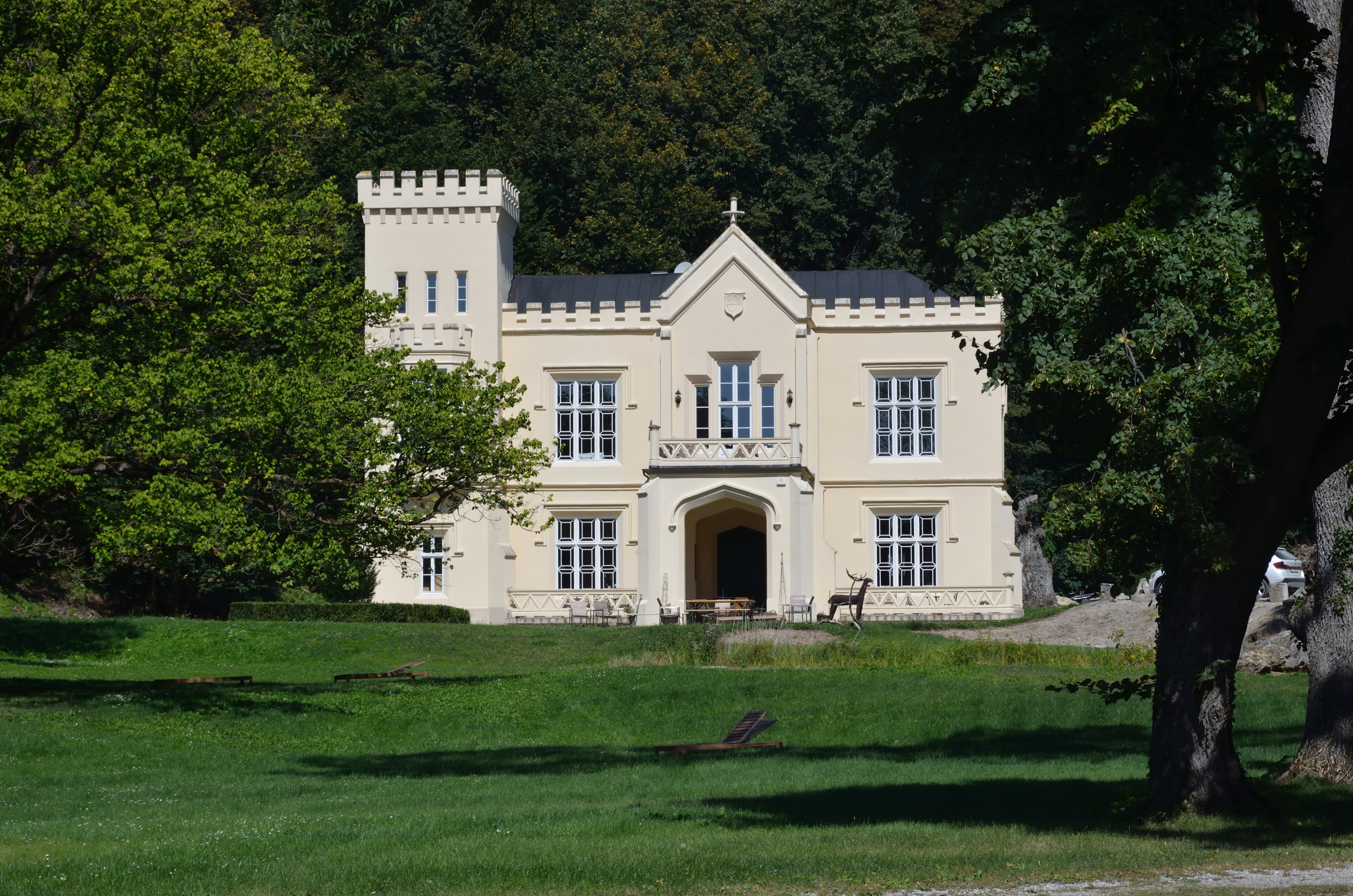
A merkensteini kastély

Bad Vöslau a tartomány Industrieviertel régiójában fekszik, a Bécsi-erdő és a Bécsi-medence határán, 35 km-re délre Bécstől. Területének 57,7%-a erdő, 22,3% áll mezőgazdasági művelés alatt. Az önkormányzat 3 települést és településrészt egyesít: Bad Vöslaun (8073 lakos 2022-ben), Gainfarn (3819 lakos) és Großau (532 lakos). 
A környező önkormányzatok: északra Sooß, északkeletre Baden bei Wien, délkeletre Kottingbrunn, délre Leobersdorf, délnyugatra Berndorf, nyugatra Pottenstein és Weissenbach an der Triesting, északnyugatra Alland.

## Története
Vöslau 1136-ban említik először; a klosterneuburgi apátság egyik oklevelében szerepel egy bizonyos Adoldus de Veselove. Neve szláv eredetű, "vidámat" jelent. Árokkal körülvett várát 1483-ban Mátyás magyar király elpusztította, de újjáépítették és a 16. században urai a reformáció támogatói közé tartoztak. Az ellenreformáció során a települést Gainfarm egyházközsége alá rendelték. 
1773-ban a császári udvarban jó kapcsolatokkal rendelkező Vries család vásárolta meg Vöslaut és a várat Johann Ferdinand Hetzendorf von Hohenberg udvari építész tervei lapján kastéllyá alakították át. Miután a Vriesek csődbe mentek, 1826-ban eladták a birtokot Georg Simon von Sinának, aki a következő évben továbbadta Johann von Geymüller bárónak, aki fonóüzemet alapított a településen. Vöslau a 19. században alapvetően a textiliparból élt, illetve a szőlőművelésből és a termálfürdőjét és a Bécsi-erdőt látogató turisták is kezdtek jelentős bevételt hozni. Az első fürdő 1822-ben nyílt meg, amelyet 1837-ben kibővítettek. 1904-ben Vöslaut hivatalosan is gyógyfürdővé nyilvánították. A mai fürdőt 1926-ban nyitotta meg Michael Hainisch köztársasági elnök. 
1928-ban a település nevét Bad Vöslaura változtatták. 1954-ben megkapta a városi rangot. A kastélyt 1974-ben felújították, azóta városházaként funkcionál.

## Lakosság
A Bad Vöslau-i önkormányzat területén 2022 januárjában 12 424 fő élt. A lakosságszám 1951 óta gyarapodó tendenciát mutat. 2020-ban az ittlakók 83,4%-a volt osztrák állampolgár; a külföldiek közül 2,4% a régi (2004 előtti), 4,8% az új EU-tagállamokból érkezett. 6,3% az egykori Jugoszlávia (Szlovénia és Horvátország nélkül) vagy Törökország, 3,1% egyéb országok polgára volt. 2001-ben a lakosok 60,1%-a római katolikusnak, 9,9% evangélikusnak, 3,9% ortodoxnak, 8% mohamedánnak, 15,3% pedig felekezeten kívülinek vallotta magát. Ugyanekkor a legnagyobb nemzetiségi csoportokat a németek (83%) mellett a törökök (6,1%), a szerbek (4%), a horvátok (2,2%) és a magyarok (1,1%) alkották.
A népesség változása:
| Lakosok száma | 11 055 | 10 998 | 11 316 | 11 700 | 11 844 | 11 961 |
|               | 1991   | 2001   | 2011   | 2016   | 2017   | 2018   |

## Látnivalók
- a Bad Vöslau-i termálfürdő
- a vöslaui kastély
- a Szt. Jakab-plébániatemplom

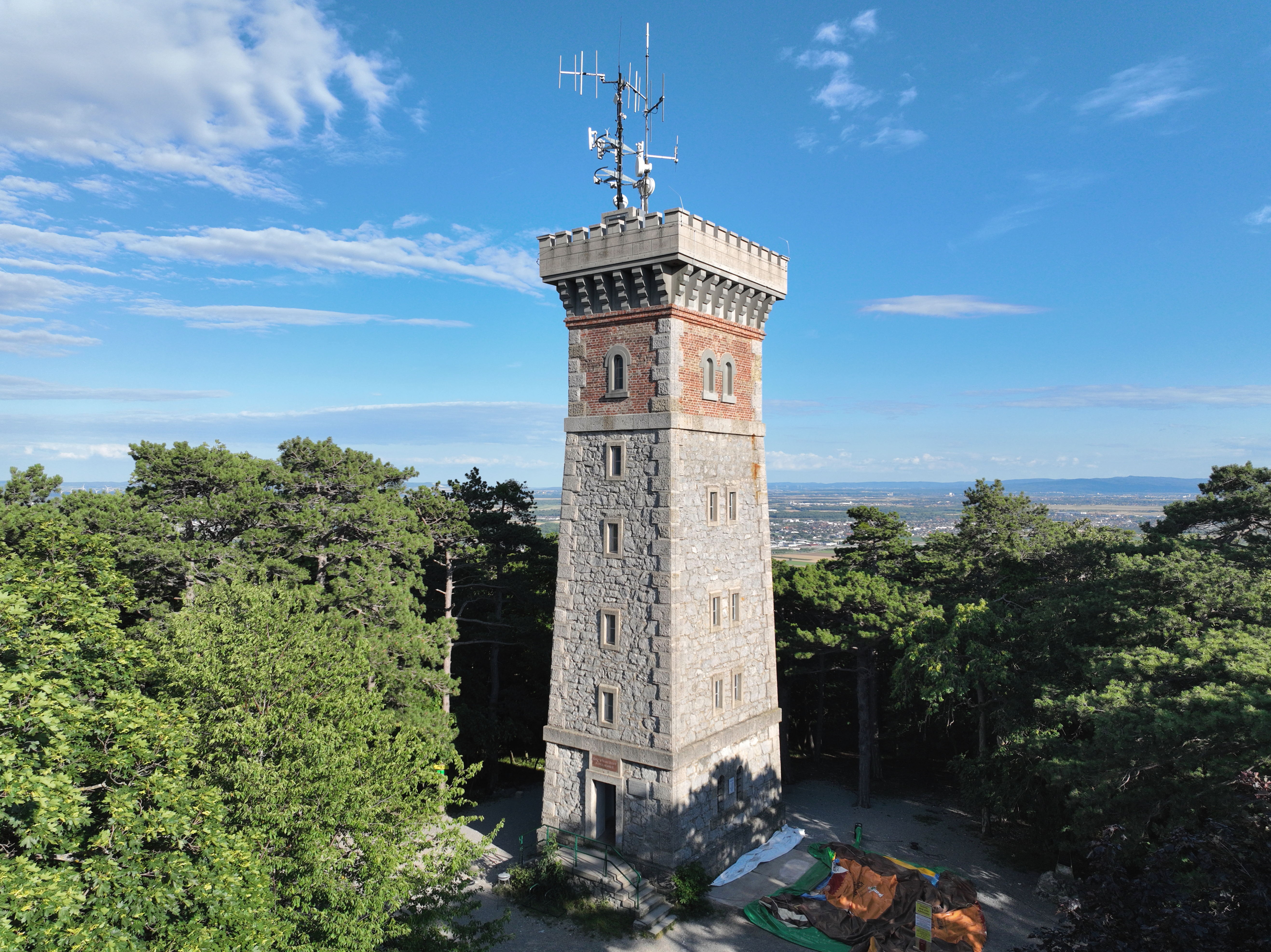
A jubileumi kilátó

- a gainfarni Keresztelő Szt. János-plébániatemplom
- a jubileumi kilátót a 466 m-es Harzberg tetején Ferenc József trónra lépésének 50. évfordulóján építették
- a merkensteini kastély
- Merkenstein várának romjai
- a helytörténeti múzeum
- a repülőmúzeum

## Testvértelepülések
- Neu-Isenburg (Németország)

## Híres Bad Vöslau-iak
- Felix Auböck (1996-) világbajnok úszó

## Fordítás
- Ez a szócikk részben vagy egészben  a   Bad Vöslau című német Wikipédia-szócikk ezen változatának fordításán alapul.  Az eredeti cikk szerkesztőit annak laptörténete sorolja fel. Ez a jelzés csupán a megfogalmazás eredetét és a szerzői jogokat jelzi, nem szolgál a cikkben szereplő információk forrásmegjelöléseként.